# الحديدة (فرع العدين)

تعديل مصدري - تعديل

الحديدة محلة تابعة لقرية المداد، التابعة لعزلة بني يوسف بمديرية فرع العدين إحدى مديريات محافظة إب في الجمهورية اليمنية، بلغ تعداد سكانها 32 حسب تعداد اليمن لعام 2004.